# Dia Internacional das Vítimas de Desaparecimentos Forçados
O Dia Internacional das Vítimas de Desaparecimentos Forçados é um dia comemorado em 30 de agosto desde 2011, instituído em 2010 pela Assembleia Geral das Nações Unidas.

## Proclamação
O Dia Internacional das Vítimas de Desaparecimentos Forçados foi proclamado em 21 de dezembro de 2010, para aumentar a conscientização sobre o uso de desaparecimentos forçados como uma estratégia para incutir terror nos cidadãos. Segundo a Declaração sobre a Proteção de Todas as Pessoas contra os Desaparecimentos Forçados, proclamada pela Assembleia Geral em 18 de dezembro de 1992, os desaparecimentos forçados ocorrem quando as pessoas são presas, detidas ou removidas contra sua vontade por agentes do governo ou grupos organizados apoiados pelo governo e, em seguida, recusam-se a revelar seu paradeiro ou a reconhecer que estão privadas de sua liberdade, deixando-as fora da proteção da lei.
Esse fenômeno gera uma sensação de insegurança que afeta não apenas os parentes diretos dos desaparecidos, mas também a comunidade e a sociedade em geral. A prática do desaparecimento forçado tornou-se um problema global, não se limitando a uma região específica, usada em situações de conflito interno como um método de repressão política. As preocupações com essa prática incluem o assédio a defensores de direitos humanos, parentes de vítimas, testemunhas e advogados, bem como o uso da luta contra o terrorismo como desculpa para violar obrigações e a persistente impunidade.
O Estatuto de Roma do Tribunal Penal Internacional e a Convenção Internacional para a Proteção de Todas as Pessoas contra o Desaparecimento Forçado estabelecem que essa prática, quando parte de um ataque generalizado ou sistemático contra qualquer população civil, constitui um crime contra a humanidade para o qual não há prazo de prescrição. Isso dá às famílias das vítimas o direito de obter reparação e de saber a verdade sobre o desaparecimento de seus entes queridos.

### Celebração
Esse dia é comemorado anualmente em 30 de agosto. A data foi escolhida pela Assembleia Geral das Nações Unidas em reconhecimento ao trabalho de várias organizações de direitos humanos que já comemoram essa questão em diferentes partes do mundo. A resolução também expressou preocupação com o aumento dos desaparecimentos forçados e com o assédio a testemunhas e parentes dos desaparecidos, e saudou a adoção da Convenção Internacional para a Proteção de Todas as Pessoas contra Desaparecimentos Forçados. Este dia começou a ser comemorado internacionalmente em 2011. Esse dia começou a ser observado internacionalmente em 2011.

## Temas
- 2011: Primeira comemoração[6]
- 2012: Um ato que nega a própria essência da humanidade[7]
- 2013: Famílias e ONGs que lutam pelos direitos das vítimas precisam de apoio e proteção[8]
- 2014: Remover todos os obstáculos na busca pelos desaparecidos[9]
- 2015: 40 anos da Operação Condor[10]
- 2016: Sem tema[11]
- 2017: Sem tema[12]
- 2018: No direito internacional, a busca e a investigação são obrigatórias, não opcionais[13]
- 2019: Os Estados devem agir em relação aos desaparecimentos de migrantes[14]
- 2020: As famílias e as sociedades têm o direito de saber a verdade[15]
- 2021: Sem tema[16][17]
- 2022: Desaparecimentos forçados, planejados e sistemáticos constituem um crime contra a humanidade[18]
- 2023: Memória, verdade, justiça e reparação para as vítimas de desaparecimentos forçados[19]